# سکینگتون
سکینگتون (به انگلیسی: Seckington) یک روستا و محله مدنی در بریتانیا است که در شمال وارویکشر واقع شده‌است. سکینگتون ۵۹ نفر جمعیت دارد.